# Dyemus undulatolineatus
Dyemus undulatolineatus är en skalbaggsart som beskrevs av Stefan von Breuning 1938. Dyemus undulatolineatus ingår i släktet Dyemus och familjen långhorningar. Inga underarter finns listade i Catalogue of Life.